# نیک پاول
نیکولاس ادوارد پاول (انگلیسی: Nicholas Edward Powell؛ زادهٔ ۲۳ مارس ۱۹۹۴) بازیکن فوتبال حرفه‌ای اهل انگلستان است که در پست هافبک در تیم استوک پورت کانتی بازی می‌کند.

## دوران باشگاهی

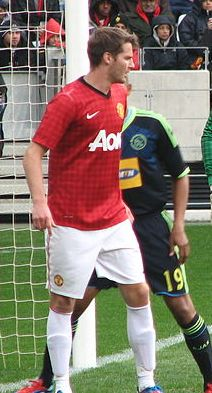
پاول در پیراهن منچستر یونایتد

### کرو الکساندرا
پاول در پنج سالگی به باشگاه شهر زادگاهش یعنی کرو الکساندرا پیوست. او نخستین بازی رسمی‌اش برای این تیم را در ۱۹ اوت ۲۰۱۰ در لیگ دو انگلستان مقابل چلتنهام تاون انجام داد که در آن بازی او و هم تیمی‌هایش ۳—۲ شکست خوردند. او در نیمه دوم به جای کلیتون دونالدسون به زمین آمد. در آن زمان وی ۱۶ سال سن داشت و به دومین بازیکن جوان تیم کرو تبدیل شد.
او نخستین گل دوران حرفه‌ای خود را در ۱۵ اکتبر ۲۰۱۱ مقابل تیم ای‌اف‌سی ویمبلدون به ثمر رساند. در پایان فصل، او به اولین بازیکنی تبدیل شد که تمام جوایز فصل باشگاه کرو را دریافت کرد، از جمله جایزه بهترین بازیکن جوان، بهترین بازیکن سال و بهترین گل سال. او در انتهای فصل ۱۲–۲۰۱۱ به همراه تیمش به لیگ یک فوتبال انگلستان صعود کرد و با به ثمر رساندن ۱۶ گل در رقابت‌های مختلف، بهترین گلزن فصل باشگاه شد.

### منچستر یونایتد
در ۱۲ ژوئن ۲۰۱۲ باشگاه منچستر یونایتد اعلام کرد که پاول با قراردادی به ارزش ۶ میلیون پوند به این تیم منتقل شده‌است. بعد از امضای قرارداد اعلام شد که این بازیکن در این باشگاه پیراهن شماره ۲۵ را بر تن خواهد کرد. او در کرو الکساندرا هم همین شماره را می‌پوشید.
او در ۲۱ ژوئیه ۲۰۱۲، در بازی دوستانه پیش‌فصل با تیم آژاکس کیپ تاون برای اولین بار برای یونایتد به میدان رفت. او در اولین بازی رسمی‌اش برای منچستر یونایتد در مقابل ویگان اتلتیک، موفق به گلزنی شد.